# Cellula dendritica

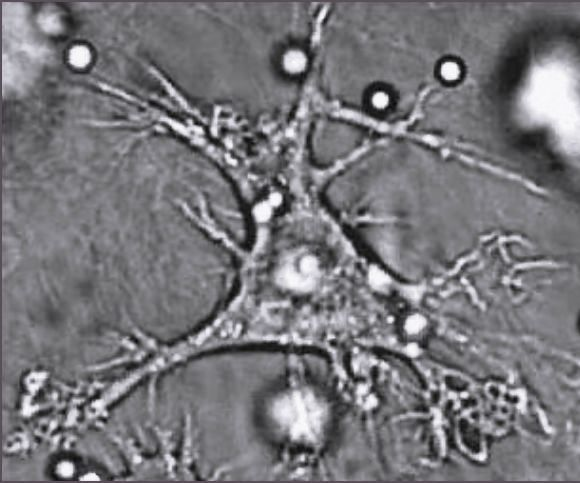
Una cellula dendritica

Le cellule dendritiche (Dendritic Cell, DC) sono cellule APC specializzate nella cattura di antigeni (Ag). Le DC possono internalizzare l'antigene e processarlo per la sua presentazione ai linfociti T, oppure mantenerlo sulla loro superficie in forma nativa e disponibile ai linfociti B specifici per quel determinato antigene.

## Storia
Furono identificate per la prima volta nel 1973, quando Ralph Steinman riuscì ad individuarle in una cavia da laboratorio, nella milza. Proprio in quell'occasione vennero considerate come cellule del sistema immunitario. 
La loro coltivazione fu resa possibile solo nel 1992 da Jacques Banchereau. Per quanto riguarda la loro citotossicità le scoperte sono avvenute negli anni successivi portando nel 1996 la scoperta su dei topi.

## Morfologia
A particolari livelli di sviluppo, danno origine a estensioni ramificate, i dendriti, che danno alla cellula il suo nome. Ad ogni modo, queste non hanno alcuna particolare relazione con i neuroni, i quali posseggono ugualmente simili appendici.
Cellule dendritiche immature vengono anche chiamate "cellule velate", nel quale caso posseggono estesi 'veli' citoplasmatici piuttosto che dendriti.

## Tipi
I due tipi principali sono: le DC convenzionali e le DC plasmacitoidi.
Ogni DC può poi essere classificata come matura o immatura a seconda che abbia o meno incontrato l'antigene. Le cellule immature in genere non possono attivare i linfociti T, ma possono esporre antigeni self per selezionare quelli più autoreattivi (e quindi pericolosi).

### DC convenzionali
Le cellule dendritiche convenzionali (precedentemente note come DC mieloidi) derivano da progenitori midollari e costituiscono la maggiore sottopopolazione di DC. Hanno la capacità unica di migrare negli organi linfoidi secondari dopo aver incontrato l'antigene per esporlo sulla superficie ed attivare i linfociti T. Le dendritiche presenti negli epiteli sono denominate cellule di Langerhans, mentre negli altri tessuti DC interstiziali o dermiche. Negli epiteli le cellule di Langerhans, pur costituendo meno dell'1% delle cellule totali coprono con i loro prolungamenti il 25% della superficie cutanea.
Si suddividono in tre tipologie:
- CDc+: 0,4% nel sangue;
- CD141+: 0,2% nel sangue;
- SLAN DC: 1,2% nel sangue.

Le cellule cDC producono soprattutto TNF, INF-λ , IFN-β e IL-12. Presentano recettori come TLR4 e TLR3, che attraverso IRF3 porta alla produzione di IFN-β, oltre che RLR come RIG-1 e MDA5 che riconoscono Dna virale e attivano TBK1 e IKKε.

### DC plasmacitoidi
Le cellule dendritiche plasmacitoidi, avendo un'origine linfoide, assomigliano alle plasmacellule e subiscono una trasformazione morfologica dopo attivazione. Di numero limitato sono presenti nelle zone T della milza e dei linfonodi dove secernono grandi quantità di IFN di tipo I.
Sono specializzate nella produzione di altissimi livelli di IFN-α (durante infezioni virali) in risposta a stimoli captati grazie a recettori come TLR7, TLR9, TLR8. Inoltre si è visto che presentano pure RLR e recettori di DNA citoplasmatico come DHX36, DHX9.
I recettori portano all'attivazione della via Myd88 dipendente e quindi attiva NF-κB e IRF7.

### DC follicolari
Le cellule dendritiche follicolari si trovano solamente nei follicoli linfoidi e presentano diverse differenze rispetto alle altre DC. Innanzitutto esprimono diversi recettori per il complemento (come CR2) e per le Fc delle immunoglobuline. Non sono di origine midollare e non esprimono molecole MHC di classe II. Presentano comunque lunghi processi citoplasmatici che però vanno a formare un'intelaiatura che fa da base per il centro germinativo dei follicoli. I linfociti B che proliferano con elevata velocità vanno a costituire una zona più scura nel centro germinativo che presenta poche FDC. I pochi linfociti B non proliferanti, invece, migrano verso la zona chiara del centro, ricca di FDC, con le quali entrano in contatto insieme ai linfociti T follicolari.

## Funzioni
Le cellule dendritiche sono APC professionali presenti in piccole quantità nei tessuti a contatto con l'ambiente esterno, principalmente nella cute, dove è presente una sottopopolazione nota come cellule di Langerhans, e negli epiteli delle vie respiratorie e del tratto gastrointestinale. Possono anche essere trovate in uno stato immaturo nel sangue. Sono le APC più efficaci nella presentazione dell'antigene ai linfociti T in ragione della loro localizzazione, della capacità di captare antigeni microbici, di migrare in aree specifiche dei linfonodi e di esprimere alti livelli di proteine costimolatorie che non vengono espresse da macrofagi, linfociti B, cellule endoteliali vascolari e altri tipi di cellule che occasionalmente possono fungere da APC.
Il loro compito principale è quello di catturare antigeni mediante i loro recettori di membrana, internalizzarli per endocitosi e processarli in peptidi in grado di legarsi a MHC di classe II. In seguito al legame con un antigene, le cellule dendritiche si trasformano da immature in APC. Questo passaggio è caratterizzato dalla cessazione dell'espressione di recettori come il frammento Fc o quello per il mannosio e dalla stimolazione da parte di citochine prodotte localmente come TNF-α, grazie al quale perdono l'adesività con l'epitelio circostante e IFNγ, che aumenta l'espressione di MHC e CCR7. Questo recettore permette alle cellule dendritiche di migrare negli organi linfoidi secondari attraverso i vasi linfatici afferenti seguendo il gradiente di concentrazione delle chemochine che si legano ad esso. Una volta giunte in quegli organi, interagiscono con le cellule T e le cellule B specifiche per quel dato antigene per dare avvio alla risposta immunitaria adattativa. L'incontro tra cellule dendritiche e linfociti T naive è favorito dal fatto che entrambi esprimono CCR7 e quindi tendono a localizzarsi nelle stesse aree all'interno del linfonodo. Le cellule dendritiche mediante stimolazione crociata possono anche presentare antigeni extracellulari di cellule tumorali o infettate da virus precedentemente fagocitate a linfociti CD8+ tramite MHC di classe I. All'interno dei centri germinativi le cellule dendritiche follicolari sono infine in grado di presentare antigeni a linfociti B attivati.